# مری بویس
نورا الیزابت مری بویس (به انگلیسی: Mary Boyce) (۲ اوت ۱۹۲۰ – ۴ آوریل ۲۰۰۶) استاد دانشگاه و پژوهشگر در رشته مطالعات زرتشتی بوده‌است.
او در ۲ اوت ۱۹۲۰ در دارجیلینگ در هند به دنیا آمد. پدر او از قضات دستگاه حکومتی بریتانیا در هند، و مادرش نوهٔ مورخ انگلیسی بنام سموئیل گاردنر بوده‌است.

## دوران تحصیل و تدریس
در نوجوانی در دبیرستان ویمبلدون در لندن درس خواند. در ۱۸ سالگی به کالج زنان چلتنهام وارد شد. پس از آن در دانشگاه کمبریج ادبیات انگلیسی و باستان‌شناسی و انسان‌شناسی آموخت و با درجهٔ ممتاز تحصیلات را به انجام رساند. در ۱۹۴۴ به تدریس ادبیات آنگلوساکسون در دانشگاه لندن پرداخت و هم‌زمان وارد مدرسه مطالعات مشرق زمین و آفریقا شد و به تحصیل در رشته زبان‌های ایرانی پرداخت. در آن روزها نام‌آورانی چون مینورسکی و والتر هنینگ و سید حسن تقی‌زاده در این مدرسه تدریس می‌کردند. در ۱۹۴۸ به تدریس متن‌های مانوی و پهلوی و پارتی در همین مدرسه پرداخت. پس از رفتن هنینگ به دانشگاه کالیفرنیا، بویس جانشین او شد و به مقام استادی در مدرسه مطالعات شرقی و آفریقایی رسید. او تا سال ۱۹۸۶ استاد بود و پس از آن تا هنگام مرگ به عنوان استاد افتخاری و پژوهشگر کار می‌کرد.

## تحقیقات او
دلباختگی او به ایران و به‌ویژه رخسارهٔ زرتشتی آن، آنگاه اوج گرفت که سال ۱۹۶۶ را در روستاهای زرتشتی‌نشین اطراف یزد، با کشاورزان تنگدست اما عمیقاً معتقد و متعصب در آیین خود به سر برد. پس از این اقامت یک ساله بود که نظریاتش دربارهٔ این دین زیر و زبر گشت. اقامت در میان زرتشتیان یزد و کرمان سبب شد تا آراء و نظریات اکثریت قریب به اتفاق پژوهشگران را در زمینه کیش زرتشت زیر سؤال برد. مری بویس این پرسش را مطرح ساخت:

«سه هزار و اندی سال پس از زرتشت، چه کسی صلاحیت بیشتر در تعبیر و تفسیر و شرح باورها و آموزه‌های زرتشت را دارد؟ پژوهشگران و دانشمندانی که در صندلی‌های راحت کتابخانه‌های خود لم داده و بر سر جزئیات دستوری گاتها و نیایش‌ها و دیگر ادبیات دینی زرتشتی قلم فرسایی می‌کنند، یا آن کشاورز قبا بر تن زرتشتی که در کوه‌ها و بیابان‌های خشک اطراف یزد و کرمان بیل می‌زند و کار می‌کند و عرق می‌چکاند و نیایش‌های زرتشت را زمزمه کرده و سفت و سخت، سنت‌ها و آیین‌های دین آبا و اجدادی خود را نگهبانی می‌کند؟»

او بر آن بود که تنها با خواندن کتاب و مقاله نمی‌توان به چند و چون این کیش پی برد. او توانست با ژرف‌نگری در آیین‌ها و رسوم و باورها، که از سه هزار سال پیش تاکنون دست نخورده بود، به جزئیات زندگانی این پیامبر ایرانی و آموزه‌های او، حتی عقاید دینی پیش از ظهور زرتشت دسترسی پیدا کند. او نتیجه پژوهش‌های خود را در کتاب پایگاه ایرانی کیش زرتشت در سال ۱۹۷۸ عرضه نمود. کار بزرگ او مجموعه کتاب‌های تاریخ کیش زرتشت است که به اکثر زبان‌ها از جمله زبان پارسی برگردانده شده‌است.
مرگ مجال نداد که مری این کتاب را به پایان برد ولی خوشبختانه پیش از مرگ با آلبرت دو یونگ استاد دانشگاه لیدن به توافق رسید که کار به انجام رساندن را به عهده گیرد.

خانم الموت هیتنر که اکنون بجای مری بویس استاد کرسی مطالعات زرتشتی دانشگاه لندن است در سوگنامه‌ای که در روزنامه دیلی تلگراف چاپ شد می‌نویسد: 
پروفسور مری بویس اعتقاد داشت که نیازها و محدودیت‌های ناشی از تحقیق و پژوهش علمی با وظایف خانوادگی سازگار نیست بنا بر این از ازدواج پرهیز کرد و به قول خویش وفاداری و یکه‌پرستی به علم و پژوهش علمی را به غریزه و طبیعت خویش ترجیح داد. او چنان دلباخته ایران‌شناسی و کیش زرتشت بود که تمام دارایی و پس‌انداز خود را بی هیچ چشمداشتی در این راه صرف کرد.
ترجمه نامه تنسر (از کتاب ابن اسفندیار)، یکی دیگر از کارهای مری بویس است.
مری بویس سحرگاه روز ۴ آوریل ۲۰۰۶ در بخش عمومی بیمارستانی در لندن هنگام خواب در گذشت.

## آثار ترجمه شده به فارسی

### مقالات
- دربارهٔ گاهشماری جشن‌های زردشتی.[۶]
- جشن‌های زرتشتیان.[۷]
- اوستا و مردمان اوستایی.[۸]
- بی بی شهربانو و بانوی پارس.[۹]
- آرامگاهی برای کاساندان.[۱۰]
- دربارهٔ مبدأ گاهشماری ساسانیان.[۱۱]
- بی بی شهربانو و خاتون پارس.[۱۲]
- مهر خشاثراپی و برادر اهورایی اش.[۱۳]
- کیش زرتشت.[۱۴]
- مذهب کوروش کبیر.[۱۵]
- بانو و دبیر تأملی بیش تر بر آناهیت و تیر.[۱۶]
- نکاتی چند دربارهٔ ایزد دهما آفریتی.[۱۷]
- نگاهی دوباره به دو اصطلاح پهلوی: «پادیاب» و «نیرنگ».[۱۸]
- گوسان‌های پارتی و سنت‌های خنیاگری در ایران.[۱۹]
- مانکجی لیمجی هاتریا در ایران.[۲۰]